# Kenneth Cranham
Kenneth Cranham, född 12 december 1944 i Dunfermline, Fife, Skottland, är en brittisk skådespelare.
Cranham har bland annat medverkat i TV-serierna The White Princess och Krig och fred. Han har även medverkat i filmen Mr. Jones.

## Filmografi (i urval)
- 1968 – Oliver!
- 1972 – Broder sol och syster måne
- 1976 – Robin Hood – äventyrens man
- 1986 – Död mans fåfänga
- 1996 – Främlingen på Wildfell Hall (TV-serie)
- 1996 – En bädd av rosor
- 1998 – Hellraiser 2: Hellbound
- 1998 – Vår gemensamme vän (TV-serie)
- 2004 – Layer Cake
- 2005 – Rome (TV-serie)
- 2010 – Flickorna i Dagenham
- 2014 – Maleficent
- 2016 – Krig och fred (TV-serie)
- 2017 – The White Princess (TV-serie)
- 2019 – Mr. Jones